# Jonathan Greening
Jonathan Greening (Scarborough, 2 de Janeiro de 1979) é um futebolista inglês que atua como meio-campista. Atualmente, defende o Nottingham Forest.
Greening iniciou sua carreira no pequeno York City, aos dezessete anos. Com destaque na pequena equipe, foi contratado pelo Manchester United. No United, acabou sofrendo para conseguir atuar durante suas três temporadas, tendo participado de apenas vinte e sete partidas durante seu período na equipe.
Sem espaço no Manchester, acabou se transferindo ao Middlesbrough, como indicação de Steve McClaren, que acabava de assumir o comando do Boro, após permanecer o mesmo período como assistente no United. Permaneceu novamente três temporadas, mas sendo titular durante o período, tendo participado da campanha do título da Copa da Liga Inglesa, em 2004. Suas boas atuações renderam propostas, tendo o West Bromwich Albion o contratado.
No West Brom, continuou com suas boas atuações, mas a equipe pecava muito. Durante suas cinco temporadas, a equipe ficava entre a primeira e segunda divisão. Recebeu uma proposta para se transferir por empréstimo ao Fulham, em agosto de 2009, sendo aceita. Apesar de começar como reserva, acabou virando um dos principais jogadores na campanha da inédita final da Liga Europa. Após o término do empréstimo, o Fulham o contratou em definitivo, firmando um contrato de duas temporadas.
Após não ter muitas oportunidades no Fulham desde sua contratação em definitivo com o então novo treinador Mark Hughes, acabou deixando o clube e assinando em 18 de julho de 2011 um contrato de três temporadas com o tradicional Nottingham Forest, sendo novavemente uma indicação de Steve McClaren, que se tornara treinador do clube poucos dias antes.

## Títulos
Manchester United
- Campeonato Inglês: 1999, 2000, 2001
- Copa da Inglaterra: 1999
- Liga dos Campeões da UEFA: 1998-99

Middlesbrough
- Copa da Liga Inglesa: 2004

West Bromwich Albion
- Segunda Divisão Inglesa: 2008